# Fritz Angermann

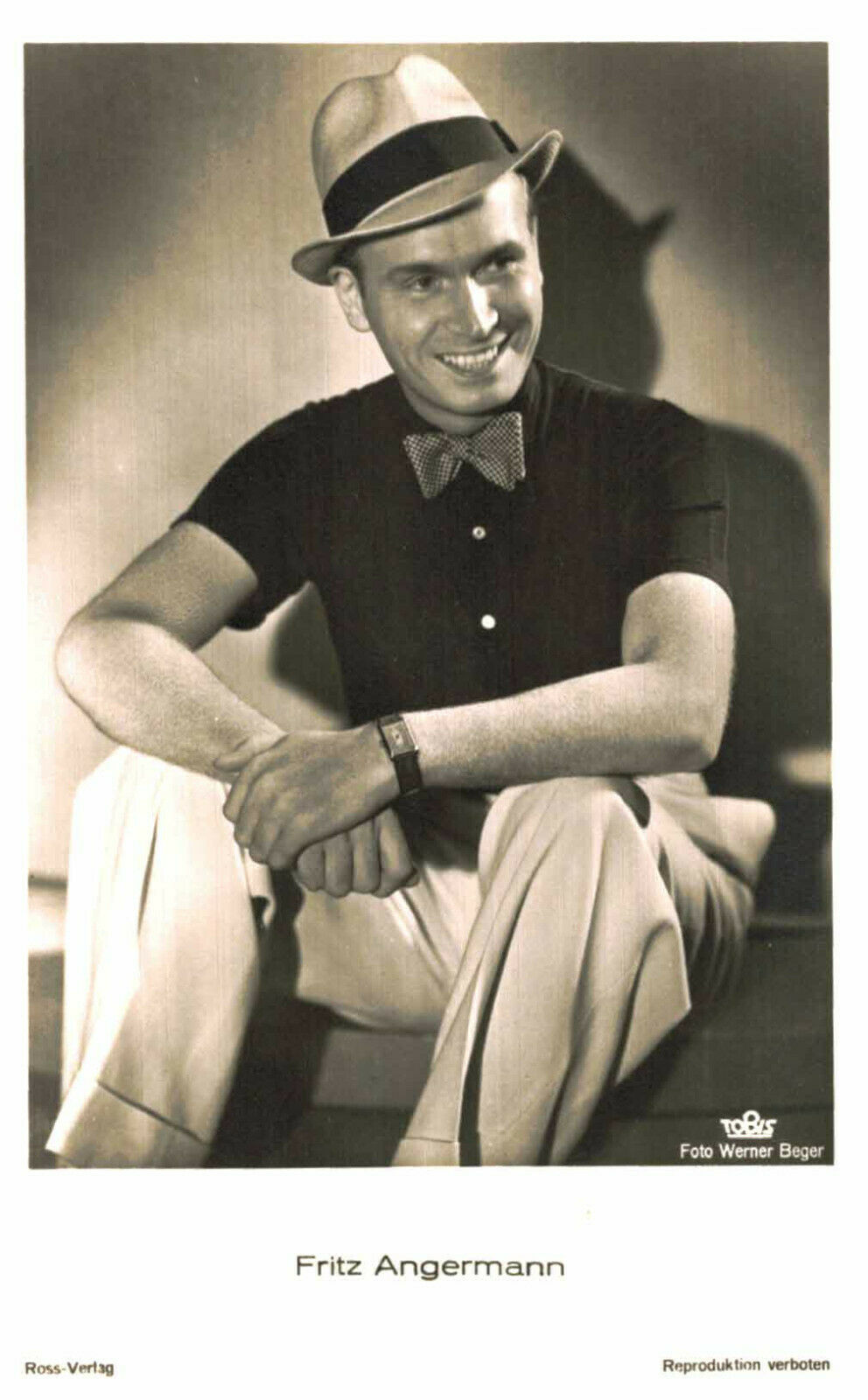

Friedrich Christian Heinz Angermann (* 5. Februar 1906 in Gautzsch; † 21. Oktober 1944 in Trier) war ein deutscher Sänger der Stimmlage Bariton.

## Leben und Karriere
Er wurde als fünftes Kind des Lehrers Theodor Georg Wilhelm Angermann und dessen Frau Anna Maria (geb. Findeisen) geboren. Seit 1932 sang er die Bariton-Stimme bei den Kardosch-Sängern und war mit der Gruppe auf zahlreichen Schallplatten und in sieben Filmen zu hören. Nach der erzwungenen Auflösung der Kardosch-Sänger im Jahr 1935 war Angermann als Konzertsänger tätig und trat häufig im Rundfunk auf, zum Beispiel auch im Wunschkonzert für die Wehrmacht. Darüber hatte er gelegentliche Engagements als Synchronsprecher für Werbefilme oder Spielfilme wie Eine Prinzessin für Amerika oder Frisco Express.
1939 und 1940 war er an einigen Rundfunkproduktionen beteiligt, zum Beispiel an einer Aufnahme der Operette Ein Liebestraum von Paul Lincke. Im Jahr 1940 hatte er eine kleine Rolle als Lazarettarzt in dem Film Wunschkonzert. Ab Mitte 1940 wurde er für die Truppenbetreuung engagiert. Bis 1944 stand sein Name auf der Liste „unabkömmlicher“ Künstler des Reichspropagandaministeriums.
Fritz Angermann starb am 21. Oktober 1944 in Trier an einem Lungenabszess.

## Familie
Am 2. Juli 1941 heiratete Angermann in Trier Johanna Maria Heinz, die die Halbschwester des Malers Guido Bidinger war.
Er hatte  zahlreiche Geschwister, darunter eine Schwester namens Annemarie (geb. 1903), die zeitweise ebenfalls als Schauspielerin in Berlin lebte, einen älteren Bruder namens Theodor (geb.1901) und zwei Halbgeschwister aus der zweiten Ehe seines Vaters, Hans (geb. 1926) und Inge Angermann.  